# Killerton Park

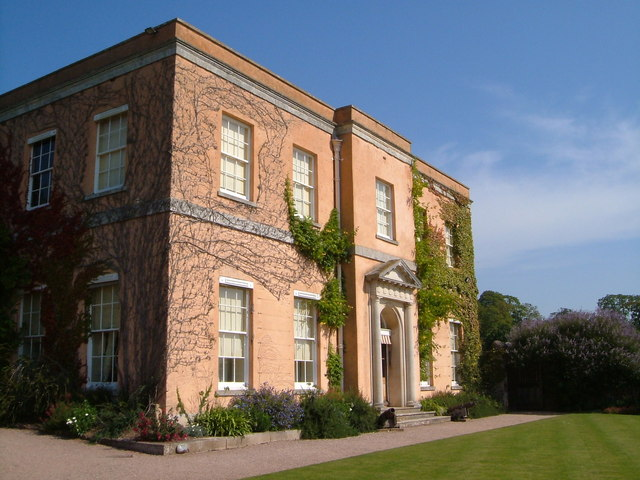
Killerton House

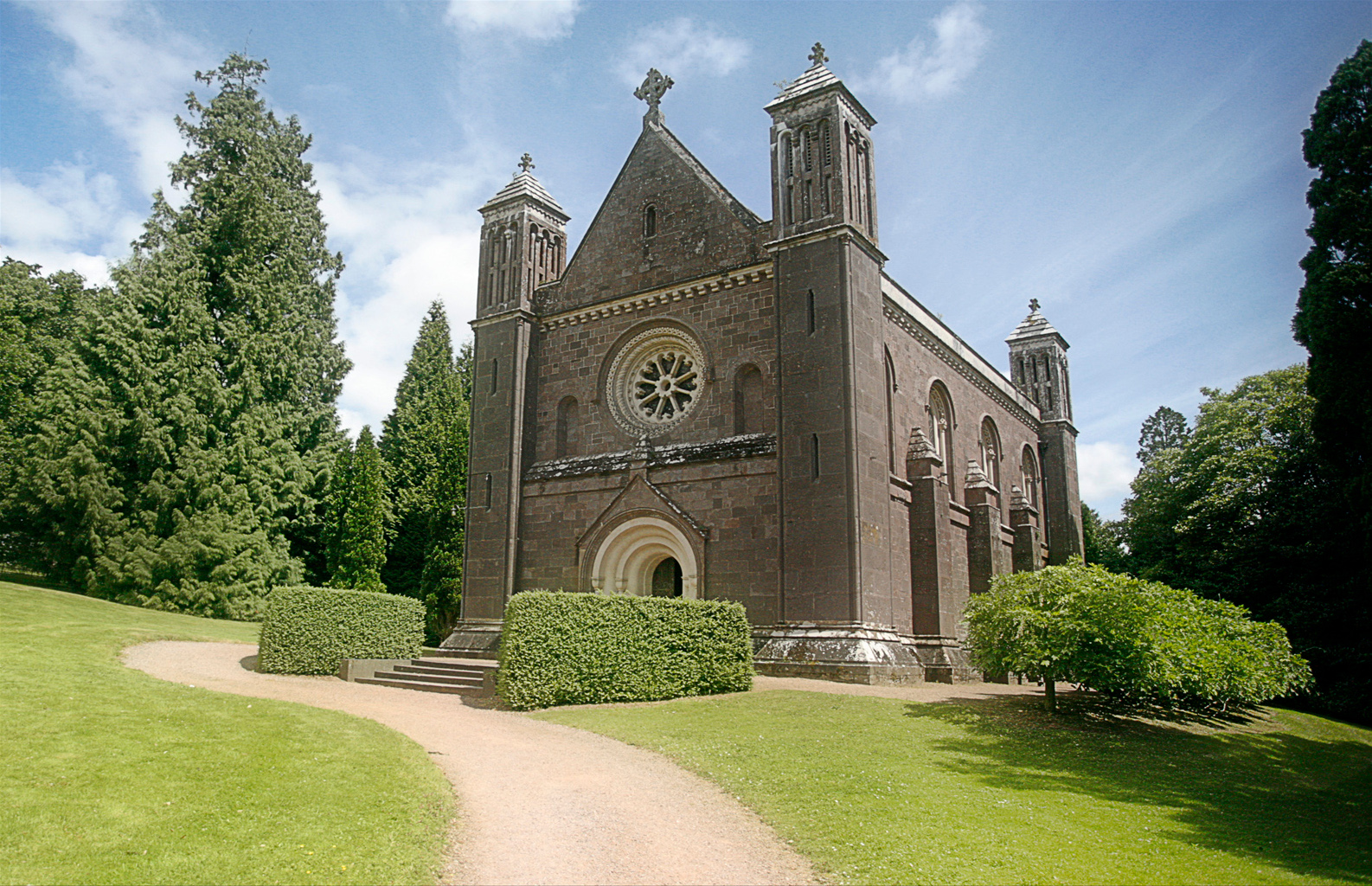
Killerton Chapel

Killerton Park, con i suoi 6 400 acri (2 600 ha), è uno dei siti più grandi del National Trust nel Regno Unito.  Situato nella contea del Devon, con i suoi 514 alberi monumentali registrati, tra i quali querce, castagni e betulle, alcuni dei quali sono stati portati dal Cile, dalla Cina e da altri paesi, è stato uno dei primi arboreti del Regno Unito.
Oltre agli alberi monumentali, il Killerton ospita terreni agricoli, giardini formali e prati nonché edifici di pregio come la Killerton House e la Killerton Chapel.
I giardini del parco sono classificati di II grado nel Register of Historic Parks and Gardens of Special Historic Interest in England.

## Storia
Il maniero di Columb John, nella parrocchia di Broadclyst, fu acquistato da Sir John Acland (1552–1620), membro del parlamento e sceriffo di Devon. L'adiacente tenuta di Killerton fu acquistata poco tempo dopo da Sir Thomas Drewe (-,1651) di The Grange, Broadhembury, sceriffo di Devon, nel 1612, per conto di suo nipote Sir Arthur Acland (-,1610) come provvigione, dopo la morte di questo, a favore della moglie Eleanor Mallet (1572-1645). L'attuale Killerton House fu costruita da Sir Thomas Dyke Acland, 7° baronetto, che nel 1778 ne commissionò la progettazione all'architetto John Johnson.  Killerton Park è stato donato al National Trust da Sir Richard Thomas Dyke Acland, 15° Baronetto nel 1944.

## Geologia
Alle spalle della Killerton House vi è un'altura costituita da lava basaltica dalle sfumature violacee. Questa lava si è riversata su un fondo desertico roccioso e sabbioso e probabilmente è emersa attraverso una serie di crepe nel terreno piuttosto che attraverso una singola bocca. La lava è stata estratta per molti anni fornendo il materiale per gli edifici locali come ad esempio la Killerton Chapel. L'area è designata come Sito di Speciale Interesse Scientifico.

## Archeologia
Nella tenuta vi è un ripido pendio boscoso sulla cui sommità, a circa 128 m s.l.m., vi sono i resti di un forte collinare risalente all'età del ferro, noto anche come "Dolbury", che ha anche fornito prove dell'occupazione romana.

## Luoghi da visitare
Al centro del parco vi è la Killerton House, una casa georgiana del XVIII secolo che attualmente ospita una mostra di costumi risalenti al periodo che va dal XVIII al XX secolo, originariamente conosciuta come collezione Paulise de Bush. La Killerton House è classificata come edificio di interesse storico culturale di II grado.
All'interno del parco si trova anche la Killerton Chapel, realizzata nel 1841, in stile neo normanno, su progetto dell'architetto Charles Robert Cockerell e su commissione di Sir Thomas Dyke Acland, 10° Baronetto.
Immerso nel fiume Clyst si trova il Clyston Mill, un mulino ad acqua funzionante.
Nel villaggio di Broadclyst c'è il Marker's Cottage, un casolare medievale costruito intorno al 1450, che prende il nome da Sarah Marker, che ne è stata proprietaria  tra il 1790 e il 1814. La struttura ha il tetto di paglia ed è costruita in cob, una combinazione di fango e paglia mescolati insieme; è composta da tre stanze al piano terra, unite da un passaggio passante, e due camere da letto al piano superiore.